# Banyuls (vino)

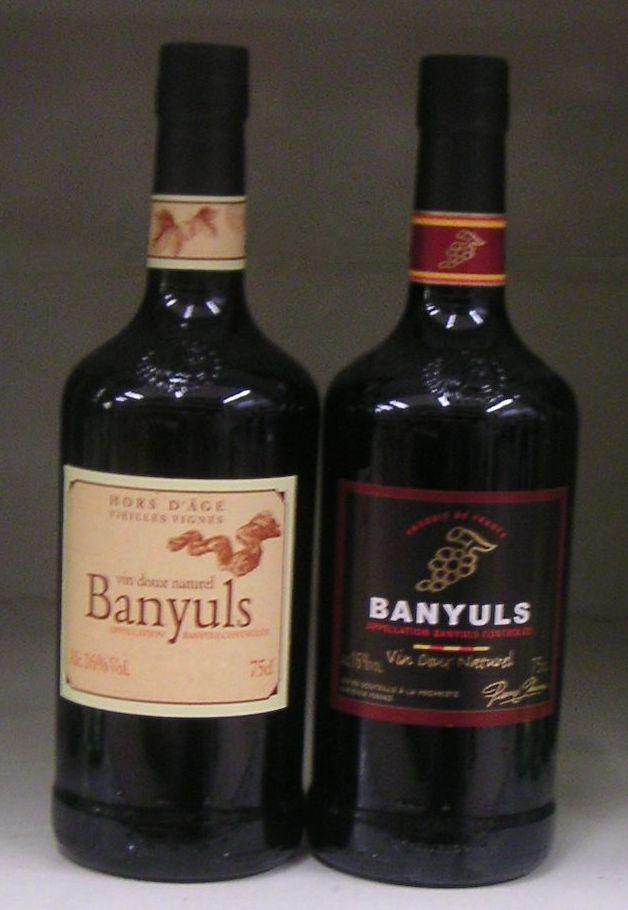
Dos botellas diferentes de Banyuls.

El vino de Banyuls AOC es un vino fortificado elaborado a partir de antiguas vides cultivadas en terrazas en las laderas de los Pirineos en el Distrito de Céret del departamento de Pirineos Orientales, región vinícola del sur de Francia que limita con Cataluña en España. El área del producción de este vino con AOC está limitada a las cuatro comunas del Cantón de Côte Vermeille: Banyuls-sur-Mer (de donde el AOC toma su nombre), Cerbère, Collioure y Port-Vendres. El Banyuls Grand Cru, por su parte, es un AOC para vinos de calidad superior, que de otro modo serían clasificados simplemente como Banyuls. Las uvas utilizadas son las mismas. 

## Vinificación
El proceso de producción, conocido en Francia como mutage, es semejante al utilizado en el vino de Oporto. El alcohol es añadido al mosto para parar la fermentación, cuando los niveles de azúcar son todavía altos, preservando el azúcar natural de la uva. Los vinos entonces son madurados en barricas de roble o fuera, en botellas expuestas al sol, permitiendo que el vino se “maderice”. El período de maduración debe ser de un mínimo de diez meses para el Banyuls AOC y de 30 meses para el Banyuls Grand Cru. El vino resultante es similar al de Oporto, pero tiende a ser más bajo en alcohol (~16° vs. ~20°). 

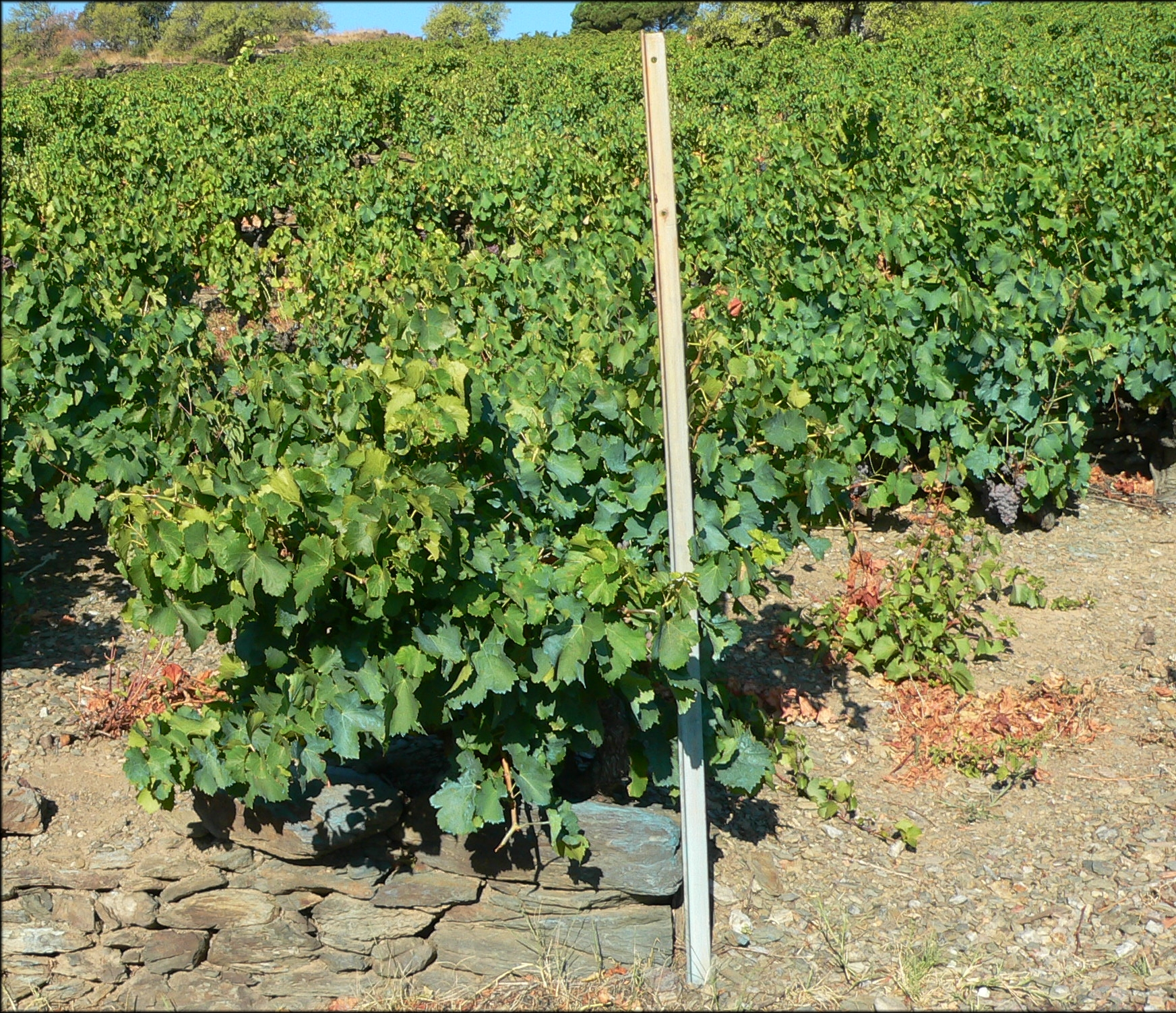
Vid de Banyuls en roca pizarra.

## Uvas y vinos
La mayoría de los vinos son tintos, aunque también se producen algunos vinos blancos. Las variedades de uva permitidas son: garnacha tinta (por lo menos 50% y 75% para el Grand Cru), garnacha gris, garnacha blanca y cariñena y también, aunque raramente utilizadas, macabeo, moscatel y malvasía. 

## Denominación de origen
El reconocimiento del Banyuls como appellation d'origine contrôlée (AOC) fue otorgado el 6 de agosto de 1936. A partir de 1973, es una denominación de origen protegida (PDO) ante la Unión Europea.